# مسجد نصر الدين
جامع نصر الدين  يقع في مدينة فوة بمحافظة كفر الشيخ .

## وصفه
للمسجد ثلاثة أبواب، اثنان في الجهة الغربية في مواجهة حائط القبلة ويتكون كل منهما من مدخل عميق يعلوه عقد ذو ثلاثة فصوص بداخله عقدان مدببان، وقد زخرفت واجهات المدخل جميعها بالطوب المنحور (المكحل) بأشكال دقيقة جميلة. والباب الثالث في الجهة الجنوبية ويؤدى إلى دورة المياه. وفي الشمالية للمدرسة الجامعة توجد مجموعة من الغرف لعلها كانت تستعمل للتدريس، وما يزال يشغل جزء منها مكتبة لا بأس بها وإن كان معظم ما بها من المخطوطات القيمة قد فقد.